# گروگان‌هایی در باریو
گروگان‌هایی در باریو (انگلیسی: Hostages in the Barrio؛ ‏اسپانیایی: La estanquera de Vallecas‎) یک فیلم کینکی به کارگردانی اِلوی دِ لا ایگلسیا است که در سال ۱۹۸۷ منتشر شد.

## گزیدهٔ بازیگران
- اما پنه‌یا[۳]
- خوزه لوئیس گومس[۴]
- خوزه لوئیس مانسانو[۵]
- ماریبل وردو[۶]
- خسوس پوئنته[۷]
- آسوسنا ارناندس[۲]
- سیمون آندرئو[۵]
- تونی والنتو[۴]
- تینا سائینس
- آنتونیو گامرو